# Espera Feliz (ort)
Espera Feliz är en ort i Brasilien.   Den ligger i kommunen Espera Feliz och delstaten Minas Gerais, i den sydöstra delen av landet, 800 km sydost om huvudstaden Brasília. Espera Feliz ligger 767 meter över havet och antalet invånare är 13 030.
Terrängen runt Espera Feliz är huvudsakligen lite kuperad. Espera Feliz ligger nere i en dal. Närmaste större samhälle är Carangola, 15,7 km sydväst om Espera Feliz.
Omgivningarna runt Espera Feliz är huvudsakligen savann. Runt Espera Feliz är det ganska glesbefolkat, med 32 invånare per kvadratkilometer.